# Konklave 1549–1550
Das Konklave von 1549–1550 fand vom 29. November 1549 bis zum 7. Februar 1550 in der Cappella Paolina im Apostolischen Palast in Rom in Folge des Todes von Papst Paul III. († 10. November 1549) statt. Dieses Konklave war das zweitlängste des 16. Jahrhunderts und mit 51 wählenden Kardinälen das größte seiner Zeit. Die Wahlberechtigten teilten sich in drei Fraktionen auf: die französische (Heinrich II. von Frankreich), die deutsch-spanische (Kaiser Karl V.) und die Gruppe um Alessandro Farnese, den Kardinalnepoten und Enkel Pauls III.
Das Konklave, das wegen der starken Einflussnahme der europäischen Mächte bekannt ist, entschied mit seiner Wahl auch darüber, ob und zu welchen Bedingungen das Konzil von Trient (das von Karl V. unterstützt und von Heinrich II. bekämpft wurde) zu weiteren Tagungsperioden zusammengerufen wurde und welches Schicksal den Herzogtümern Parma und Piacenza (die von Karl V. und den Farnese beansprucht wurden) zuteilwurde.
Nachdem das Konklave fast den Engländer Reginald Pole gewählt hatte, führte die späte Ankunft weiterer französischer Kardinale es wieder in eine Sackgasse. Schließlich wurde Giovanni Maria Ciocchi del Monte als Kompromiss gewählt. Er gab sich den Papstnamen Julius III.
Die Franzosen hatten gehofft, Julius stünde den Interessen des Kaisers feindlich gegenüber – die Spannungen zwischen dem neuen Papst und den Franzosen kochten jedoch hoch, als er im November 1550 das Konzil von Trient wiedereinberufen hatte, das im August 1551 in eine drohende Spaltung mündete, während der kurze Krieg um das Herzogtum Parma zwischen Frankreich, das mit Ottavio Farnese verbündet war, und einer päpstlich-kaiserlichen Armee ausbrach. Die französischen Prälaten nahmen an den Sitzungen des Konzils von Trient 1551–1552 nicht teil und nahmen ihre Reformen nur langsam an.

## Wahlberechtigte
Papst Paul III. hatte das Kardinalskollegium auf beispiellose 54 Mitglieder erweitert, und die Dauer des Konklaves ließ viele der ausländischen Kardinäle noch rechtzeitig in Rom ankommen, was die Zahl der Wählenden auf 51 ansteigen ließ. Da zwei von ihnen während des Konklaves starben und mehrere erkrankten, reduzierte die Zahl der tatsächlichen Teilnehmer bis zum letzten Wahlgang dann wieder auf 44.
Nach der Zählung, die Kardinal Charles de Lorraine-Guise in seinem Brief an Heinrich II. vornahm, waren nach der Ankunft der 12 teilnehmenden französischen Kardinäle 23 Kardinäle in der französischen Fraktion, 22 in der kaiserlichen Fraktion und vier neutral; Guise hielt es daher für unmöglich, dass eine der Fraktionen die notwendige Zweidrittelmehrheit allein durch die Überredung neutraler Kardinäle erhielte. Außerdem würden elf italienische Kardinäle, die Guise zur französischen Fraktion zählte, wahrscheinlich nur für einen italienischen Landsmann stimmen, was die Wahl eines der drei Favoriten Heinrichs II. – Louis de Bourbon-Vendôme, Jean de Lorraine und Georges d’Amboise undurchführbar machte. Der nicht-französische Kardinalprotektor Frankreichs, Ippolito d’Este, wäre dann die Wahl Heinrichs II. gewesen, während seine Ehefrau Caterina de’ Medici ihren Cousin Giovanni Salviati bevorzugte, der jedoch für die kaiserliche Fraktion und die Farnese nicht akzeptabel war.
Im Gegensatz dazu favorisierte Karl V. Juan Álvarez y Alva de Toledo, gefolgt von Reginald Pole, und lehnte alle französischen Kardinäle sowie Salviati, Niccolò Ridolfi und die beiden Prälaten ab, die für den Übergang des Konzils von Trient nach Bologna verantwortlich waren (Giovanni Maria Ciocchi del Monte und Marcello Cervini degli Spannochi) – und die die beiden Nachfolger Pauls III. wurden.
| Kardinal                         | Herkunft             | Rang            | Titel                                                                         | Datum der Erhebung                                | durch Papst  | Bemerkungen                                                         |
| -------------------------------- | -------------------- | --------------- | ----------------------------------------------------------------------------- | ------------------------------------------------- | ------------ | ------------------------------------------------------------------- |
| Giovanni Domenico De Cupis       | Rom (pro-frz.)       | Kardinalbischof | Bischof von Ostia und Bischof von Velletri                                    | 1. Juli 1517                                      | Leo X.       | Kardinaldekan                                                       |
| Giovanni Salviati                | Florenz (pro-frz.)   | Kardinalbischof | Bischof von Porto-Santa Rufina                                                | 1. Juli 1517                                      | Leo X.       | Subdekan des Kardinalkollegiums, Vetter von Caterina de' Medici     |
| Philippe de la Chambre           | Frankreich           | Kardinalbischof | O.S.B., Bischof von Frascati                                                  | 7. November 1533                                  | Clemens VII. |                                                                     |
| Gian Pietro Carafa               | Neapel (pro-frz.)    | Kardinalbischof | Bischof von Sabina, Erzbischof von Neapel                                     | 22. Dezember 1536                                 | Paul III.    | späterer Papst Paul IV.                                             |
| Giovanni Maria Ciocchi del Monte | Rom                  | Kardinalbischof | Bischof von Palestrina                                                        | 22. Dezember 1536                                 | Paul III.    | Gewählter Papst Julius III.                                         |
| Ennio Filonardi                  | Rom (pro-frz.)       | Kardinalbischof | Bischof von Albano                                                            | 22. Dezember 1536                                 | Paul III.    | † 19. Dezember 1549                                                 |
| Innocenzo Cibo                   | Florenz              | Kardinaldiakon  | Administrator von Marseille                                                   | 1. Juli 1517                                      | Leo X.       | Protodiakon, Kardinalnepot Rücktritt 23. Januar wegen Malaria       |
| Louis de Bourbon-Vendôme         | Frankreich           | Kardinalbischof | Bischof von Laon, Administrator von Sens                                      | 1. Juli 1517                                      | Leo X.       |                                                                     |
| Niccolò Ridolfi                  | Florenz (pro-frz.)   | Kardinalbischof | Bischof von Vicenza                                                           | 1. Juli 1517                                      | Leo X.       | † 31. Januar/1. Februar 1550, Kardinalnepot                         |
| Francesco Pisani                 | Venedig              | Kardinalbischof | Bischof von Padua                                                             | 1. Juli 1517                                      | Leo X.       |                                                                     |
| Jean de Lorraine                 | Frankreich           | Kardinalbischof | Bischof von Metz, Administrator von Narbonne, Agen und Nantes                 | 28. Mai 1518                                      | Leo X.       |                                                                     |
| Niccolò Gaddi                    | Florenz              |                 |                                                                               | 3. Mai 1527                                       | Clemens VII. |                                                                     |
| Ercole Gonzaga                   | Mantua (pro-kais. )  | Kardinalbischof | Bischof von Mantua                                                            | 3. Mai 1527                                       | Clemens VII. |                                                                     |
| Girolamo Doria                   | Genua                |                 | Administrator von Tarragona                                                   | Januar 1529                                       | Clemens VII. |                                                                     |
| François de Tournon              | Frankreich           | Kardinalbischof | Erzbischof von Auch                                                           | 9. März 1530                                      | Clemens VII. |                                                                     |
| Odet de Coligny de Châtillon     | Frankreich           |                 | Administrator von Beauvais und Toulouse                                       | 7. November 1533                                  | Clemens VII. |                                                                     |
| Alessandro Farnese               | Valentano            | Kardinalbischof | Administrator von Avignon und Tours, Viseu (Portugal) und Monreale (Sizilien) | 18. Dezember 1534                                 | Paul III.    | Camerlengo, Kardinalnepot                                           |
| Guido Ascanio Sforza             | Rom                  | Kardinalbischof | Bischof von Parma                                                             | 18. Dezember 1534                                 | Paul III.    |                                                                     |
| Jean du Bellay                   | Frankreich           | Kardinalbischof | Bischof von Paris, Administrator von Bordeaux                                 | 21. Mai 1535                                      | Paul III.    |                                                                     |
| Rodolfo Pio di Carpi             | Carpi (pro-kais. )   |                 |                                                                               | 22. Dezember 1536                                 | Paul III.    |                                                                     |
| Reginald Pole                    | England (pro-kais. ) | Kardinalbischof | Erzbischof von Canterbury                                                     | 22. Dezember 1536                                 | Paul III.    |                                                                     |
| Niccolò Caetani                  | Neapel               |                 |                                                                               | 22. Dezember 1536 veröffentlicht 13. März 1538    | Paul III.    |                                                                     |
| Juan Álvarez de Toledo           | Spanien (pro-kais. ) | Kardinalbischof | O.P., Bischof von Burgos                                                      | 20. Dezember 1538                                 | Paul III.    | Bruder von Pedro Álvarez de Toledo, spanischer Vizekönig von Neapel |
| Robert de Lénoncourt             | Frankreich           | Kardinalbischof | Bischof von Châlons                                                           | 20. Dezember 1538                                 | Paul III.    |                                                                     |
| Ippolito II. d’Este              | Ferrara (pro-frz.)   | Kardinalbischof | Erzbischof von Mailand, Administrator von Lyon, Administrator von Autun       | 20. Dezember 1538 veröffentlicht 5. März 1539     | Paul III.    | Angehöriger des frz. Hofes                                          |
| Antoine Sanguin de Meudon        | Frankreich           | Kardinalbischof | Bischof von Orléans                                                           | 19. Dezember 1539                                 | Paul III.    |                                                                     |
| Marcello Cervini degli Spannochi |                      | Kardinalbischof | Bischof von Gubbio                                                            | 19. Dezember 1539                                 | Paul III.    | späterer Papst Marcellus II.                                        |
| Giacomo Savelli                  | Rom                  |                 |                                                                               | 19. Dezember 1539                                 | Paul III.    |                                                                     |
| Miguel da Silva                  | Portugal             | Kardinalbischof | Bischof von Massa-Marittima                                                   | 19. Dezember 1539 veröffentlicht 2. Dezember 1541 | Paul III.    |                                                                     |
| Giovanni Morone                  | Mailand (pro-kais. ) |                 |                                                                               | 2. Juni 1542                                      | Paul III.    |                                                                     |
| Marcello Crescenzi               | Rom                  |                 | Administrator von Conza                                                       | 2. Juni 1542                                      | Paul III.    |                                                                     |
| Cristoforo Madruzzo              | HRR                  | Kardinalbischof | Bischof von Trient, Bischof von Brixen                                        | 2. Juni 1542 veröffentlicht 7. Januar 1545        | Paul III.    |                                                                     |
| Francisco Mendoza de Bobadilla   | Spanien (pro-kais. ) | Kardinalbischof | Bischof von Coria                                                             | 19. Dezember 1544                                 | Paul III.    |                                                                     |
| Bartolomé de la Cueva y Toledo   | Spanien (pro-kais. ) |                 |                                                                               | 19. Dezember 1544                                 | Paul III.    |                                                                     |
| Georges d’Armagnac               | Frankreich           | Kardinalbischof | Bischof von Rodez, Administrator von Tours                                    | 19. Dezember 1544                                 | Paul III.    |                                                                     |
| Otto von Waldburg                | HRR                  | Kardinalbischof | Bischof von Augsburg                                                          | 19. Dezember 1544                                 | Paul III.    |                                                                     |
| Andrea Cornaro                   | Venedig              | Kardinalbischof | Bischof von Brescia                                                           | 19. Dezember 1544                                 | Paul III.    |                                                                     |
| Francesco Sfondrati              | Mailand (pro-kais. ) | Kardinalbischof | Bischof von Cremona                                                           | 19. Dezember 1544                                 | Paul III.    |                                                                     |
| Federico Cesi                    | Rom                  |                 |                                                                               | 19. Dezember 1544                                 | Paul III.    |                                                                     |
| Durante Duranti                  |                      | Kardinalbischof | Bischof von Cassano                                                           | 19. Dezember 1544                                 | Paul III.    |                                                                     |
| Girolamo Recanati Capodiferro    | Rom                  |                 | Bischof von Saint-Jean de Maurienne                                           | 19. Dezember 1544                                 | Paul III.    |                                                                     |
| Tiberio Crispo                   | Rom                  |                 | Administrator von Amalfi                                                      | 19. Dezember 1544                                 | Paul III.    | Kardinalnepot                                                       |
| Pedro Pacheco de Villena         | Spanien (pro-kais.)  | Kardinalbischof | Bischof von Jaén                                                              | 16. Dezember 1545                                 | Paul III.    |                                                                     |
| Georges d'Amboise                | Frankreich           | Kardinalbischof | Erzbischof von Rouen                                                          | 16. Dezember 1545                                 | Paul III.    |                                                                     |
| Ranuccio Farnese                 |                      | Kardinalbischof | Großpönitentiar, Erzbischof von Ravenna                                       | 15. Dezember 1545                                 | Paul III.    | Kardinalnepot                                                       |
| Charles de Lorraine-Guise        | Frankreich           | Kardinalbischof | Erzbischof von Reims                                                          | 27. Juli 1547                                     | Paul III.    |                                                                     |
| Giulio Feltrio della Rovere      |                      |                 | Administrator von Urbino                                                      | 27. Juli 1547 veröffentlicht 9. Januar 1548       | Paul III.    |                                                                     |
| Charles II. de Bourbon-Vendôme   | Frankreich           | Kardinalbischof | Bischof von Saintes                                                           | 9. Januar 1548                                    | Paul III.    |                                                                     |
| Girolamo Verallo                 | Rom                  | Kardinalbischof | Erzbischof von Rossano, Bischof von Capaccio                                  | 8. April 1549                                     | Paul III.    |                                                                     |
| Giovanni Angelo Medici           | Mailand              | Kardinalbischof | Erzbischof von Ragusa                                                         | 8. April 1549                                     | Paul III.    | späterer Papst Pius IV.                                             |
| Bernardino Maffei                | Rom                  | Kardinalbischof | Erzbischof von Chieti                                                         | 8. April 1549                                     | Paul III.    |                                                                     |

Abwesend waren drei Kardinäle, die Franzosen Claude de Longwy de Givry, Bischof von Poitiers, Jacques d’Annebaut, Bischof von Lisieux, sowie Heinrich von Portugal, Erzbischof von Évora.

## Prozedere
Die Regeln des Konklaves, wie sie im Ubi periculum festgelegt und im kanonischen Recht kodifiziert sind, wurden nominell beachtet, aber auch offensichtlich ignoriert, insbesondere in Bezug auf die Regeln, die die Kommunikation mit der Außenwelt verbieten. Es ist bekannt, dass einige Unbefugte im Konklave anwesend waren, da eine kleine Tür offen war (per portulam ostio conclavis relictam). Der portugiesische Kardinal Miguel de Silva, verärgert über die Anwesenheit von Gesandten Karls V. und Heinrichs II., beschwerte sich bei Dekan de Cupis, dass das Konklave "offener als geschlossen" sei (non concluded sed patens conclave). Am 14. Januar, bei der Ankunft von Louis de Bourbon, waren ungefähr 400 Menschen im Konklave, von denen nur 48 Kardinäle waren – darunter die Brüder einiger Kardinäle, die Vertreter der weltlichen Herrscher und diejenigen, deren einziges Ziel es war, die Außenwelt über das Verfahren zu informieren.
Am 27. November schlossen sich die zwölf Kardinäle, die bis dahin in Rom angekommen waren, den 29 an, die beim Tod Pauls III. in Rom gewesen waren. Es wurden die Klosterzellen verlost, wobei diejenigen, die krank waren, kein Los ziehen mussten, sondern bevorzugt zugewiesen wurden. Die Kardinäle beschlossen am 3. Dezember, mit "geheimem" Abstimmungen (ut vota secreto darentur) fortzufahren, nachdem sie am 1. Dezember geschworen hatten, sich an die Bulle von Papst Julius II. gegen simonische Wahlen (contra simoniacos), und die Bulle Ubi periculum Papst Gregors X., der das Konklave begründet hatte, zu halten. Am 31. Januar entschied ein Reformkomitee – bestehend aus Carafa, Bourbon, Pacheco, Waldburg, de Silva und Pole – dreizehn neue Regeln: jeden Kardinal auf drei Helfer zu beschränken; Kardinäle daran zu hindern, weitere über die zugewiesene Zelle hinaus zu besetzen oder Zellen zu tauschen; private Treffen von mehr als drei Kardinälen zu verbieten; zusammen zu speisen oder Essen zu teilen und die Kardinäle zwischen 22:30 Uhr und Morgengrauen in ihre Zellen zu sperren; die Anzahl der Ärzte und Barbiere war auf je drei Italiener und je einen aus Frankreich, Deutschland und Spanien beschränkt.

## Wahl
Der erste Wahlgang fand am 3. Dezember statt, dem fünften Tag des Konklaves in der Cappella Paolina (nicht in der Sixtinischen Kapelle, die in 19 Zellen für kranke Kardinäle aufgeteilt war). Da es zehn Tage gedauert hatte, bis die Nachricht von Papst Pauls III. Tod an den französischen Hof gelangte, befanden sich zu Beginn des Konklaves zwar fast alle Kardinäle des Heiligen Römischen Reiches in Rom, aber nur zwei der 14 französischen Kardinäle (einer war Antoine du Meudon, der auf Territorium der Farnese Urlaub gemacht hatte); da eine Klausel des Konkordats von Bologna es dem Papst erlaubte, französische Pfründen zu übernehmen, wenn der französische Prälat in Rom starb, ermahnte Heinrich II. seine Kardinäle, in Frankreich zu bleiben, und verließ sich auf seine nichtfranzösischen Verbündeten (insbesondere Ippolito II d'Este) als seine Vermittler mit der Römischen Kurie. Este hatte sein Bestes getan, um den Beginn des Konklaves zu verzögern, damit die französischen Kardinäle ankommen konnten, und nutzte seinen Einfluss, um den päpstlichen Begräbnisritus (der laut Gesetz neun Tage dauerte) erst neun Tage nach Pauls Tod beginnen zu lassen.
Zu Beginn des Konklaves begannen Alessandro Farnese, der Kardinalnepot (und Enkel) Pauls III., und seine Fraktion von vier oder fünf Kardinälen (darunter Ranuccio Farnese und Guido Ascanio Sforza), die Guise zur französischen Fraktion gezählt hatte, den zweiten Kandidaten des Kaisers zu fördern, Reginald Pole, da er offenbar die Zusicherung erhalten hatte, dass Ottavio Farneses Anspruch auf das Herzogtum Parma von Karl V. unterstützt würde. Am 5. Dezember erhielt Pole 26 Stimmen, nur zwei weniger als die erforderliche Zweidrittelmehrheit, was den französischen Botschafter Claude d’Urfé veranlasste, zur Tür zum Konklave zu eilen, um zu verlangen, dass das Konklave auf die französischen Kardinäle warte, die, wie er behauptete, in Korsika seien, und drohte, dass die Wahl eines Papstes in ihrer Abwesenheit wahrscheinlich zu einer Spaltung führe.
Ob Urfés Warnung sich auf die Anwesenden auswirkte oder nicht – ab 7. Dezember, als die französischen Kardinäle südlich von Genua landeten, bis zum Ende des Konklaves, bekam Pole keine 24 oder 23 Stimmen mehr. Am 11. Dezember kamen vier französische Kardinäle – Guise, Charles de Bourbon, Odet de Coligny und Jean du Bellay – an und hoben die erforderliche Mehrheit auf 31 Stimmen. Heinrich II. finanzierte Guise mit einer Summe von 150.000 Ecu, wahrscheinlich für Bestechungsgelder. Zum Jahreswechsel trafen weitere französisch Kardinäle ein: Georges d'Amboise und Philippe de la Chambre am 28. Dezember; Jean de Lorraine am 31. Dezember; und (der extrem alte) Louis de Bourbon am 14. Januar.
Ende Januar war Pole auf 21 Stimmen gefallen, und die französische Fraktion blieb zwischen Carafa, de Bourbon, Lorraine und Salviati gespalten; die Kandidatur von Este, obwohl von vielen im französischen Teils des Kollegium gewünscht, war noch nicht vorgeschlagen worden, vielleicht in der Hoffnung zurückgehalten worden, dass er annehmbarer sein würde, wenn sich das Konklave weiter ziehe. Gegen Ende Januar wurden in Übereinstimmung mit den Traditionen die Annehmlichkeiten und Rationen des Konklaves verringert und die Fenster im oberen Geschoss geschlossen, um das natürliche Licht und die Frischluft zu vermindern. Bald darauf starb Ridolfi – der für Farnese am meisten akzeptable französische Kandidat – am 31. Januar unter dem Verdacht einer Vergiftung.
Ein Brief Heinrichs II. vom 6. Februar, der Guise aufforderte, einen neutralen Kandidaten zu unterstützen, erreichte das Konklave nicht mehr vor seinem Abschluss. Obwohl Del Monte ursprünglich sowohl von der kaiserlichen Fraktion (wegen seiner Rolle beim Umzug des Konzils von Trient) als auch der französischen (wegen seiner einfachen Herkunft und angeblichen persönlichen Indiskretionen) bekämpft worden war, erlangte er die Unterstützung der Franzosen wegen seiner früheren vermeintlichen Feindseligkeit gegenüber dem Kaiserreich, die Unterstützung von Farnese für sein Versprechen, den Anspruch von Ottavio Farnese auf Parma zu unterstützen, und die Unterstützung einiger Kaiserlichen, die im letzten Brief von Karl V. nicht ausdrücklich ausgeschlossen worden war. Am 7. Februar, im 61. Wahlgang, wurde Del Monte „einstimmig“ zum Papst Julius III. gewählt: 41 Kardinäle hatten zuvor seiner Kandidatur zugestimmt.

## Die Papabili
Vor und während des Konklaves boten viele römische Banker Wetten auf die Papabili (Kardinäle, die wahrscheinlich gewählt wurden) an. Laut Dandolo "ist es mehr als klar, dass die Kaufleute sehr gut über den Stand der Abstimmung informiert sind, und dass die Begleiter der Kardinäle im Konklave mit ihnen Wetten eingehen, was dazu führt, dass viele zehntausend Kronen in andere Hände wechseln". Kardinal del Monte (der schließlich gewählt wurde) hatte mit 1 zu 5 als Favorit begonnen, gefolgt von Salviati, Ridolfi und Pole, aber Pole war drei Tage später Favorit mit 1 zu 4. Bis zum 5. Dezember war Poles Quote auf 95 zu 100 gestiegen. Mit der Ankunft von vier weiteren französischen Kardinälen am 11. Dezember fielen Poles Chancen auf 2 zu 5. Am 22. Januar standen die Wetten, dass das im Januar beendet werde, bei 9 zu 10, gegen Februar: 1 zu 2, gegen März: 1 zu 5 und nie: 1 zu 10.